# Crypsithyris fuscicoma
Crypsithyris fuscicoma är en fjärilsart som beskrevs av Edward Meyrick 1937. Crypsithyris fuscicoma ingår i släktet Crypsithyris och familjen äkta malar. Inga underarter finns listade i Catalogue of Life.